# Йоганн Якоб Бодмер
Йо́ганн Я́коб Бо́дмер (нім. Johann Jakob Bodmer, 19 липня 1698, Грейфензее, поблизу Цюриха — 2 січня 1783, Цюрих) — швейцарський письменник, філолог, літературний критик.
Перекладач Гомера та Мілтона, пропагандист англійської літератури, видавець творів мінезингерів і частини «Пісні про Нібелунгів». Боровся з класицизмом, що панував в німецькомовній літературі.